# Брилевич, Александр Васильевич
Александр Васильевич Брилевич (1851—1918) — русский военачальник, генерал от инфантерии.

## Биография
Родился 23 февраля (7 марта) 1851 года.

### Послужной список
- 1868 — Окончил Петровский Полтавский кадетский корпус.
- 9 августа 1868 — Поступил на военную службу.
- 1870 — Окончил 2-е Константиновское военное училище. Выпущен подпоручиком в лейб-гвардии Московский полк.
- 16 августа 1871 — Переименован в прапорщики гвардии.
- 13 апреля 1975 — Подпоручик гвардии.
- 26 февраля 1877 — Поручик гвардии.
- 1877 — Окончил Николаевскую академию Генерального штаба по 1-му разряду. Штабс-капитан гвардии.
- 7 июня 1877 — Старший адъютант 24-й пехотной дивизии.
- 1877—1878 — Участвовал в Русско-турецкой войне.
- 18 декабря 1877 — Капитан.
- 11 сентября 1879 — Старший адъютант штаба 1-го армейского корпуса.
- 17 апреля 1880 — Штаб-офицер для поручений при штабе 1-го армейского корпуса.
- 14 октября 1880 — Старший адъютант штаба 1-й гвардейской пехотной дивизии.
- 19 ноября 1882 — Штаб-офицер для поручений при штабе войск гвардии и Петербургского военного округа.
- 17 апреля 1883 — Подполковник.
- 21 июля 1886 — Старший адъютант штаба войск гвардии и Петербургского военного округа.
- 5 апреля 1887 — Полковник.
- 15 октября 1887 — Цензовое командование батальоном в лейб-гвардии Семёновском полку.
- 9 декабря 1888 — Старший адъютант штаба войск гвардии и Петербургского военного округа.
- 21 мая 1890 — Начальник штаба 2-й гвардейской пехотной дивизии.
- 24 августа 1898 — Генерал-майор. Генерал для особых поручений при главнокомандующем войсками гвардии и Петербургского военного округа.
- 9 ноября 1898 — Командир лейб-гвардии Гренадерского полка.
- 4 апреля 1901 — Начальник Офицерской стрелковой школы.
- 7 ноября 1904 — Командующий 13-й пехотной дивизией.
- 6 декабря 1904 — Генерал-лейтенант. Начальник 1-й пехотной дивизии.
- 26 октября 1905 — Начальник штаба войск гвардии и Петербургского военного округа.
- 22 декабря 1906 — В распоряжении главнокомандующего войсками гвардии и Петербургского военного округа.
- 23 ноября 1907 — Помощник командующего войсками Иркутского военного округа.
- 10 августа 1910 — Командующий войсками Иркутского военного округа и войсковой наказной атаман Забайкальского казачьего войска.
- 6 декабря 1910 — Генерал от инфантерии.
- 10 марта 1911 — Член Военного Совета.

Умер от голода в Петрограде 16 декабря 1918 года. Похоронен на Смоленском православном кладбище.

## Награды
- Орден Святой Анны 3-й степени с мечами и бантом (1877)
- Орден Святого Станислава 2-й степени (1882)
- Орден Святого Владимира 4-й степени (1885)
- Орден Святой Анны 2-й степени(1890)
- Орден Святого Владимира 3-й степени (1893)
- Подарок с вензелем ЕИВ (1896)
- Орден Святого Станислава 1-й степени (1901)
- Высочайшая благодарность (1902)
- Орден Святой Анны 1-й степени (1906)
- Орден Святого Владимира 2-й степени (6.12.1909)
- Орден Белого орла (6.12.1912)
- Орден Святого Александра Невского (23.01.1915)

Иностранные:
- Прусский орден Красного орла 2-го класса (1890)
- Австрийский орден Железной короны 2-й степени (1897)
- Офицерский крест французского ордена Почётного легиона (1897)
- Прусский орден Короны 2-го класса со звездой (1898)
- Командорский крест румынского ордена Короны (1899)
- Командорский крест французского ордена Почётного легиона (1903)

## Семья
Его дети:
- Александр (1877 — после 1917) — военный инженер, полковник;
- Николай (?—?) — поручик лейб-гвардии Гренадерского полка (1909), штабс-капитан, участник Первой мировой войны;